# Brobandvagn 120
Brobandvagn 120 (BroBv 120) eller Leguan är ett tyskt stridstekniskt brosystem (engelska: Armoured vehicle-launched bridge (AVLB) baserad på ett stridsvagnschassi. Brobandvagn 120 ingår i Sverige i ett fältarbetssystem för att understödja stridsfordon och hjulfordon i manöverförbanden att snabbt förflytta sig över vattendrag eller raserade broar. Brobandvagn 120 är baserad på stridsvagn 121 och ersätter brobandvagn 971. Brotypen som är monterad på chassit är av typen Leguan.

## Historik
Den 26 juni 2014 skrev Försvarets materielverk (FMV) kontrakt med Krauss Maffei Wegmann (KMV) gällande tre brobandvagnar med option på ytterligare åtta vagnar. Systemet beräknades börja levereras till FMV i december 2016, för att sedan vara slutlevererat till våren 2017. Totalt har 6 stycken vagnar beställts.

## System
Systemet till brobandvagnen består av en 26 meter lång bro samt två broar med en längd på 14 meter. Broarna har viktklass MLC 80. Tre vagnar kommer tillsammans med ingenjörbandvagn 120 organiseras i en av ingenjörbataljonerna vid Göta ingenjörregemente (Ing 2). Systemet finns också i bland annat Belgien, Finland, Malaysia, Spanien och USA. Dock så används andra chassin till brosystemet, till exempel amerikanska M1 Abrams, PT-91 samt hjulfordon från MAN och finska Sisu Auto.

## Arbetsuppgifter

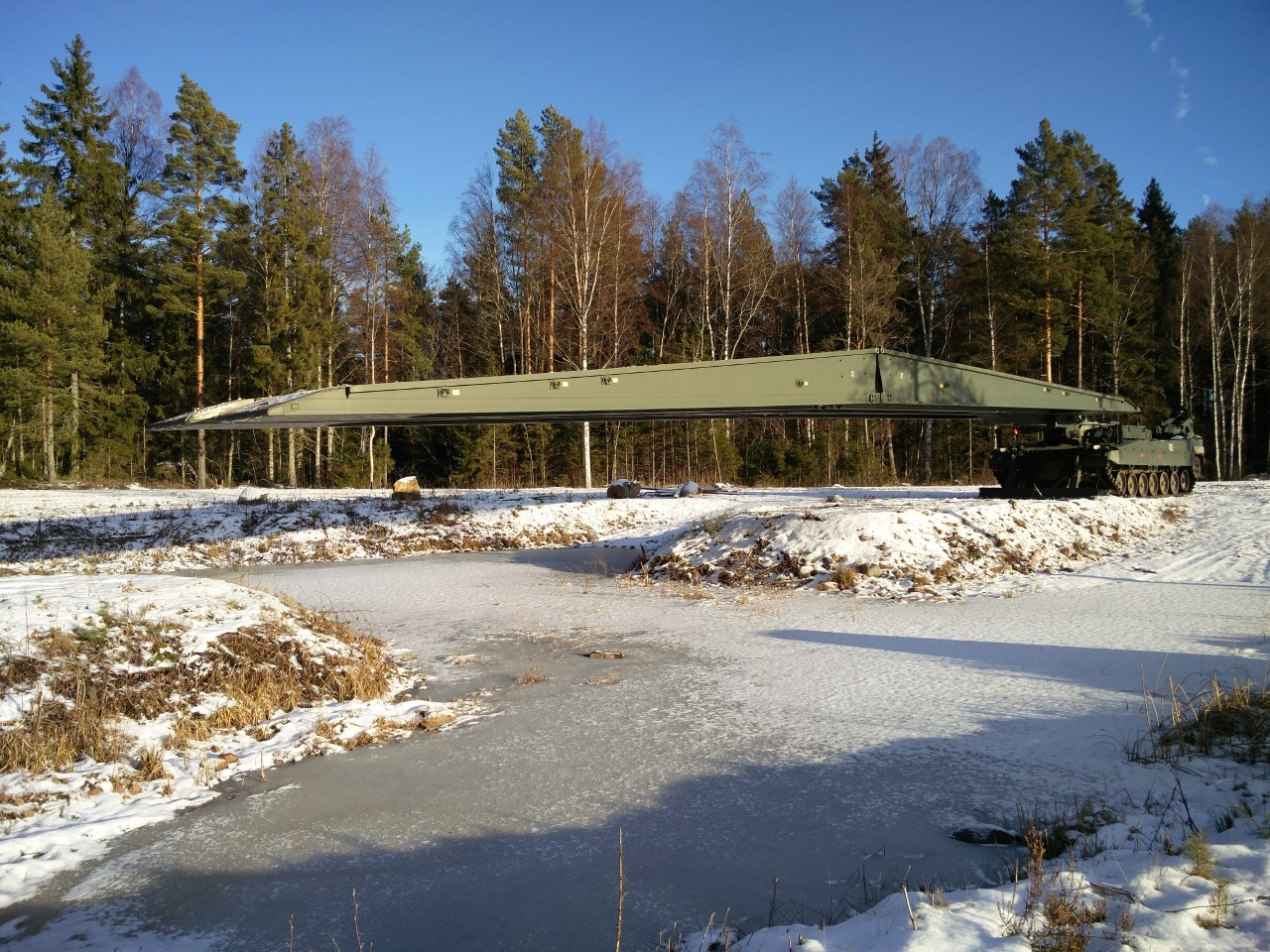
Brobandvagn 120 med 26-metersbro

En broläggare skall stödja stridande förband med rörlighet över vattendrag och avbrott för att stridande förband skall kunna fortsätta anfallet. 
Brobandvagn 120 kan göra detta genom att bland annat lägga en 26 meter lång bro eller lägga en till två stycken 14 meter långa broar. Fjortonmetersbroarna kan läggas på varandra i "tandem" för att få en längre bro. Leguanbrosystemet går att lägga "dolt", då bron skjuts rakt ut och inte viks upp i luften som bron på brobandvagn 971.